# Jozerand
Jozerand is een gemeente in het Franse departement Puy-de-Dôme (regio Auvergne-Rhône-Alpes) en telt 362 inwoners (2004). De plaats maakt deel uit van het arrondissement Riom.
In de gemeente ligt het Kasteel van Jozerand, gebouwd in de 15e eeuw en grondig gerestaureerd naar romantische idealen in 1840 door architect Félix Duban.

## Geografie
De oppervlakte van Jozerand bedraagt 10,6 km², de bevolkingsdichtheid is 34,2 inwoners per km².
De onderstaande kaart toont de ligging van Jozerand met de belangrijkste infrastructuur en aangrenzende gemeenten.

## Demografie
Onderstaande figuur toont het verloop van het inwonertal (bron: INSEE-tellingen).